# Андора на Светском првенству у атлетици на отвореном 2017.
Андора је на Светском првенству у атлетици на отвореном 2017. одржаном у Лондону од 4. до 13. августа учествовала је дванасести пут. Репрезентацију Андоре представљао је један атлетичар који се такмичио у трчању на 800 м,.
На овом првенству Андора није освојила ниједну медаљу, нити је оборен неки рекорд. .

## Резултати

### Мушкарци
| Атлетичар | Дисциплина | Лични рекорд | Квалификације | Квалификације | Полуфинале           | Полуфинале           | Финале               | Финале       | Детаљи |
| Атлетичар | Дисциплина | Лични рекорд | Резултат      | Место         | Резултат             | Место                | Резултат             | Место        | Детаљи |
| --------- | ---------- | ------------ | ------------- | ------------- | -------------------- | -------------------- | -------------------- | ------------ | ------ |
| Пол Моја  | 800 м      | 1:48,13 НР   | 1:49,06       | 8 у гр. 2     | Није се квалификовао | Није се квалификовао | Није се квалификовао | 37 / 44 (49) |        |